# Charlotte Bravard
Charlotte Bravard (Dreux, 12 januari 1992) is een wielrenner uit Frankrijk.
Bravard begon in 2009 als junior.
In 2011 begon ze bij Team GSD Gestion in de UCI-klasse te rijden.
In 2017 werd ze Frans nationaal kampioene, onderdeel wegwedstrijd.

## Privé
Charlotte Bravard is de zus van Mélanie Bravard.
Bravard heeft een relatie met wielrenner Baptiste Bleier.
Biannic · Bravard · Demay · Dreville · Duval · Eraud · Fournier · Gillow · Guilman · Knetemann · Richioud · Yonamine
Bravard · Demay · Duval · Fournier · Gillow · Grossetête · Guilman · Kitchen · Muzic · Richioud · Slik · Tenniglo
Becker · Borgli · Bravard · Demay · Duval · Fahlin · Gillow · Grossetête · Guilman · Kitchen · Le Net · Muzic · Richioud · Wiel